# Vladimír Čeřovský
Vladimír Čeřovský (2. března 1935, Hostinné – 2001) byl český malíř a profesor na Střední průmyslové škole bižuterní.

## Život
Po záboru Sudet v roce 1938 se jeho rodiče přestěhovali z Hostinného do Malé Skály, kde Vladimír absolvoval národní školu a pak se přihlásil do učňovského střediska v Železném Brodě na obor rytec skla. Brzy ale přešel z učňovského střediska do železnobrodské střední sklářské školy, kde rytí skla studoval u profesorů Božetěcha Medka a Ladislava Přenosila.
Během studia v Železném Brodě na něj zapůsobil také designér rytého skla, grafik a malíř Jindřich Tockstein.
V roce 1955 byl Vladimír Čeřovský přijat na Vysokou školu umělecko-průmyslovou v Praze (UMPRUM), kde byli jeho učiteli mimo jiné glyptik Karel Štipl a malíř Jan Bauch. Po absolvování UMPRUM nastoupil Čeřovský na místo profesora kreslení, modelování a dějin umění na Střední průmyslovou školu bižuterní v Jablonci nad Nisou, kde působil až do roku 1996.
Vedle svého povolání pedagoga se začal věnovat i malířství. Od lavírovaných krajinářských kreseb především z Jizerských hor a z krátké návštěvy Egypta postupně přešel k abstraktnějším, barevným a dynamickým obrazům.

## Výstavy
Malířské práce Vladimíra Čeřovského byly vystaveny na několika autorských i společných výstavách.

### Některé samostatné výstavy
- Kresby z let 1974–1976. Liebiegův palác, Liberec. 1976
- Obrazy, kresby, grafika. Zámek Duchcov. 1978
- Obrazy – kresby – grafika. Zámecká galerie Staré Hrady. 1995
- Obrazy. Maloskalská Galerie Josefa Jíry, Malá Skála. 2009
- Egypt. Městské divadlo Jablonec. 2010
- Obrazy z Egypta. Galerie Granát, Turnov. 2015

### Společné výstavy
- 1. trienále jihočeských, severočeských a západočeských výtvarných umělců. Galerie výtvarného umění, Cheb. 1968
- Pražské motivy v kresbě. Galerie Hollar, Praha. 1977
- Výtvarní umělci Mostecku. Výstava obrazů, grafiky a plakátů z celostátní výtvarné soutěže k 50. výročí Velké mostecké stávky. Výstavní síň výtvarného umění, Most; Zámek Livínov; Mánes, Praha; Výstavní a koncertní síň Bedřicha Smetany, Ústí nad Labem. 1982
- Umění a mír. Galerie moderního umění, Roudnice nad Labem. 2014
- Zářivý krystal: Bohumil Kubišta a české umění 1905-2013. Průniky, střety, přesahy. Dům umění, Ostrava. 2014/2015